# George Crook
George Crook (ur. 8 września 1828 w Dayton, zm. 21 marca 1890 w Chicago) – amerykański generał major, uczestnik wojny secesyjnej i licznych wojen z plemionami indiańskimi. 